# ZDF
Zweites Deutsches Fernsehen (hrvatski: "Druga njemačka televizija"), ZDF, je javni televizijski kanal u Njemačkoj sa sjedištem u Mainzu. Vodi ga nezavisna besprofitna agenciju koju su zajedno stvorile njemačke savezne pokrajine (Bundesländer). ZDF se financira preko pretplate i oglašavanja.
Stanica je s emitiranjem počela 1. travnja 1963. u Eschbornu. Godine 1967. je počela emitirati u boji. Godine 1974., nakon što je kraće vrijeme emitirala iz Wiesbadena, premjestila se u Mainz.

## Ostali ZDF-ovi kanali
ZDF emitira sljedeće kanale:  3sat, arte, KI.KA i Phoenix zajedno s drugim mrežama. Njegov digitalni paket po imenu ZDFvision sadrži kanale ZDFneo i ZDFinfo.

## Vanjske poveznice
- Službena stranica (njem.)
- Službena stranica (engl.)